# Elasmias manilense.
Elasmias manilense. är en snäckart som först beskrevs av Carl August Dohrn 1863.  Elasmias manilense. ingår i släktet Elasmias och familjen Achatinellidae. Inga underarter finns listade i Catalogue of Life.